# Fritz Lück
Fritz Lück (* 20. Dezember 1880 in Berlin; † 8. April 1967 in Geretsried) war ein deutscher Filmarchitekt, Bühnenbildner und Maler.

## Leben
Lück hatte nach seiner Ausbildung zum Theatermaler und Bühnenbildner am Kunstgewerbemuseum Berlin und an der Akademie 1898 als Kunstmaler zu arbeiten begonnen. Jahre später begann er sich der Bühne zuzuwenden und wurde dort Kulissenmaler. 1916 verpflichtete ihn das Paderborner Stadttheater für eine Spielzeit. Nach seinem Kriegsdienst 1917/18 wurde Lück gegen Ende des Jahres 1918 als künstlerischer Beirat an die deutschsprachige Bühne Rigas geholt, 1919/20 war er in selbiger Funktion sowie als Kunstmaler an Jenas Kammerspielen tätig. Seit den frühen 1920er Jahren wirkte Fritz Lück vor allem an Berliner Spielstätten (Staatstheater), 1924/25 war er überdies als künstlerischer Beirat am Brandenburger Stadttheater beschäftigt. 
Abgesehen von einigen wenigen Szenenbildentwürfen, die er zwischen 1922 und 1925 nach Entwürfen Walter Reimanns ausführte, und einigen späteren Arbeiten als Kunstmaler beim Tonfilm (zum Beispiel bei Reinhold Schünzels Land der Liebe, 1937, und Curt Goetz’ Napoleon ist an allem schuld, 1938), blieb Lück dem Kino bis kurz vor Ausbruch des Zweiten Weltkriegs als Szenenbildner fern. Er war seitdem auch weiterhin in ausführender Funktion aktiv und arbeitete bis Kriegsende vor allem mit den bedeutenden Kollegen Fritz Maurischat und Heinrich Weidemann zusammen. In dieser Zeit beteiligte er sich auch an den letzten vier Inszenierungen Herbert Selpins.
Inzwischen in Grünwald vor den Toren Münchens ansässig, kooperierte Fritz Lück nach 1945 eng mit dem angesehenen Kollegen Hans Sohnle. Seine beachtlichste Nachkriegsarbeit gestaltete Lück 1954 gemeinsam mit Hein Heckroth, als er die Kulissen für Helmut Käutners Monarchenpsychogramm Ludwig II. entwarf. Im Alter von 80 Jahren zog sich Fritz Lück aus dem Filmgeschäft zurück.

## Filmografie
- 1923: Inge Larsen
- 1923: S.O.S. Die Insel der Tränen
- 1923: Ein Weib, ein Tier, ein Diamant
- 1924: Neuland
- 1925: Die Kleine aus Amerika
- 1939: Robert Koch, der Bekämpfer des Todes
- 1940: Ihr Privatsekretär
- 1940: Trenck, der Pandur
- 1940: Carl Peters
- 1941: Ich klage an
- 1941: Geheimakte W.B. 1
- 1942: Titanic
- 1943: Der Verteidiger hat das Wort
- 1943/47: Spuk im Schloß
- 1944: Die Degenhardts
- 1944/49: Ruf an das Gewissen
- 1944/50: Glück muß man haben
- 1944/50: Schuß um Mitternacht
- 1948: Der Ruf
- 1949: Eine große Liebe
- 1949: Wer bist du, den ich liebe?
- 1950: Föhn
- 1950: Gute Nacht, Mary
- 1950: Der fallende Stern
- 1950: Eine Frau mit Herz
- 1951: Das Geheimnis einer Ehe
- 1952: Das kann jedem passieren
- 1952: Vater braucht eine Frau
- 1952: Der Weibertausch
- 1953: Fanfaren der Ehe
- 1953: Muß man sich gleich scheiden lassen?
- 1954: Die kleine Stadt will schlafen gehn
- 1954: Conchita und der Ingenieur
- 1954: Ludwig II. – Glanz und Ende eines Königs
- 1957: Schön ist die Welt
- 1960: Schick deine Frau nicht nach Italien